# Vitrinella stearnsi
Vitrinella stearnsi is een slakkensoort uit de familie van de Tornidae. De wetenschappelijke naam van de soort is voor het eerst geldig gepubliceerd in 1907 door Bartsch.